# Dante's View

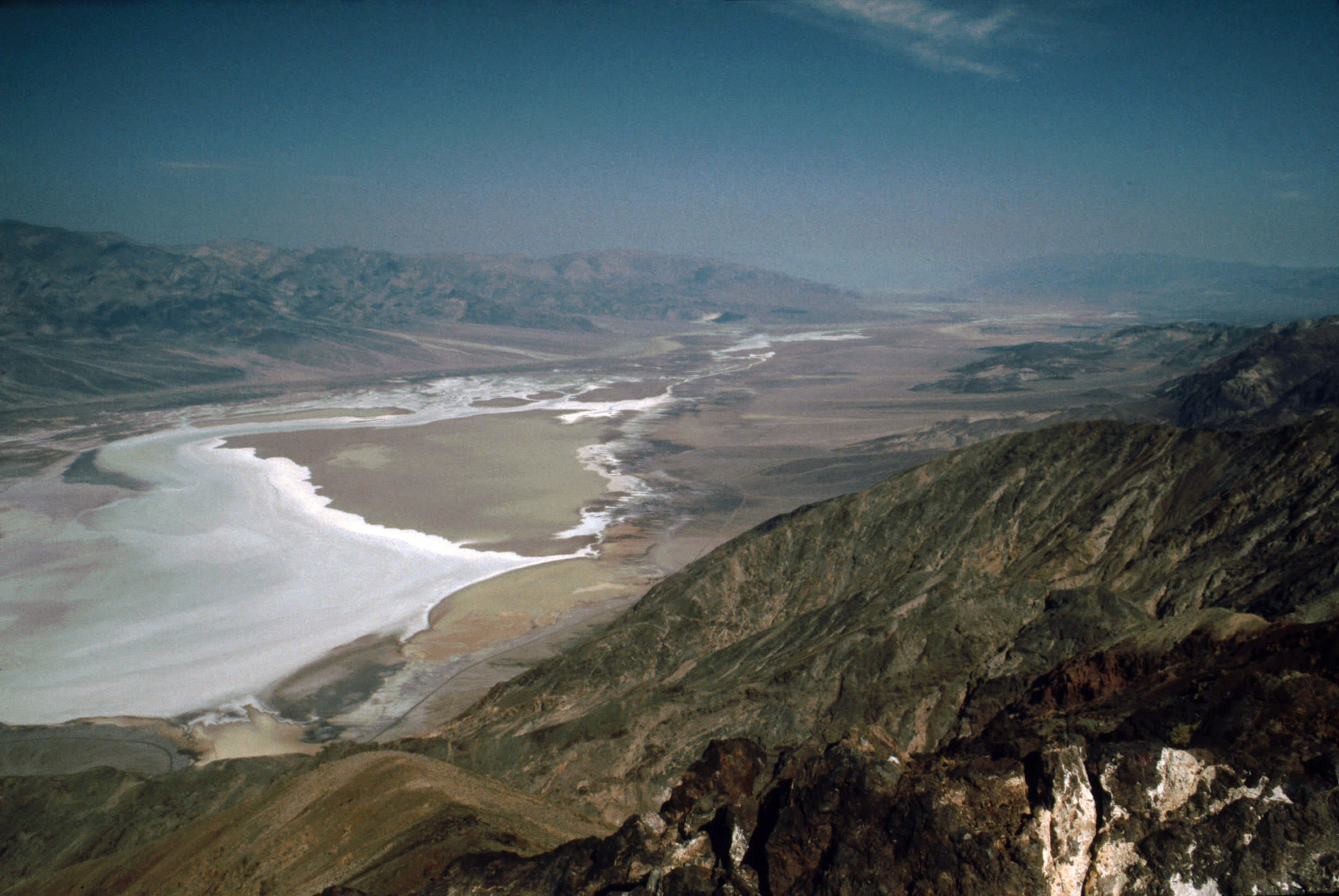
Dante's View, Devil Golf Course, linea costiera di sale

Dante's View (Veduta di Dante) è una terrazza belvedere posta a 1.669 metri, dalla parte Nord del Coffin Peak (Picco della Bara), in cresta alle Black Mountains (Montagne Nere), approssimativamente a 40 chilometri da Furnace Creek (Torrente della Fornace) verso la Greenwater Valley (Valle dell'Acquaverde), nella Valle della Morte, California (U.S.A.). Nel Parco Nazionale della Valle della Morte, dal parcheggio di Dante's View si dipartono vari sentieri, uno di questi conduce in avanti fino al limite del ripiano, offrendo una panoramica migliore, un altro conduce in cresta verso Nord per 320 metri, finché incontra un'area di riposo con tavoli per un pranzo all'aperto. Il momento più indicato per visitare Dante's View è al mattino, perché si ha il Sole alle spalle.

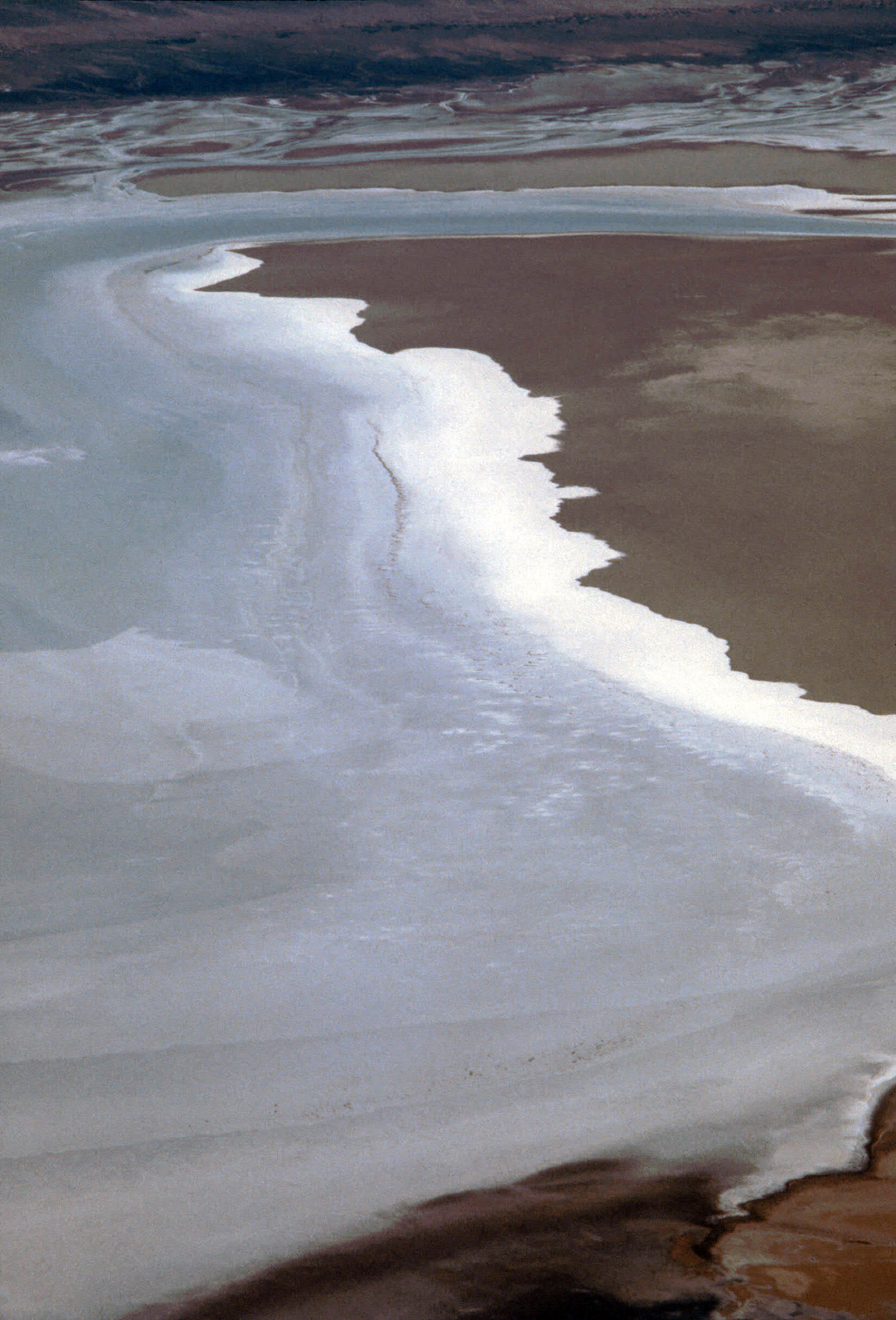
Dante's View, Devil's Golf Course, primo piano della linea costiera

## Generale
Da Dante's View si gode una panoramica generale del bacino meridionale della Valle della Morte. Si può vedere da Dante's View verso Sud le Owlshead Mountains poste a 30 chilometri di distanza e verso Nord le Funeral Mountains poste a 50 chilometri, dietro a Furnace Creek. Di fronte a Dante's View, verso Ovest la catena montuosa del Panamint Range dalla quale si dipartono alcuni canaloni, il Trail Canyon (Canalone della Mulattiera), il Death Valley Canyon (Canalone della Valle della Morte) e il Hanaupah Canyon (Canalone dell'Acqua dell'Orso). Verso Est si trovano le Greenwater Ranges (Catena dell'Acquaverde), sulla quale si trova Ryan, una miniera chiusa nel 1918. Inoltre da Dante's View, nelle giornate più terse si possono vedere contemporaneamente il punto più alto e più basso degli Stati Uniti, Mount Whitney alto 4.418 metri e Badwater (Acquacattiva) -86 m. Da Dante's View si possono apprezzare tutti i particolari del bacino che formava il Lago di Manly e di quel che ne rimane a Badwater che si trova direttamente sotto.

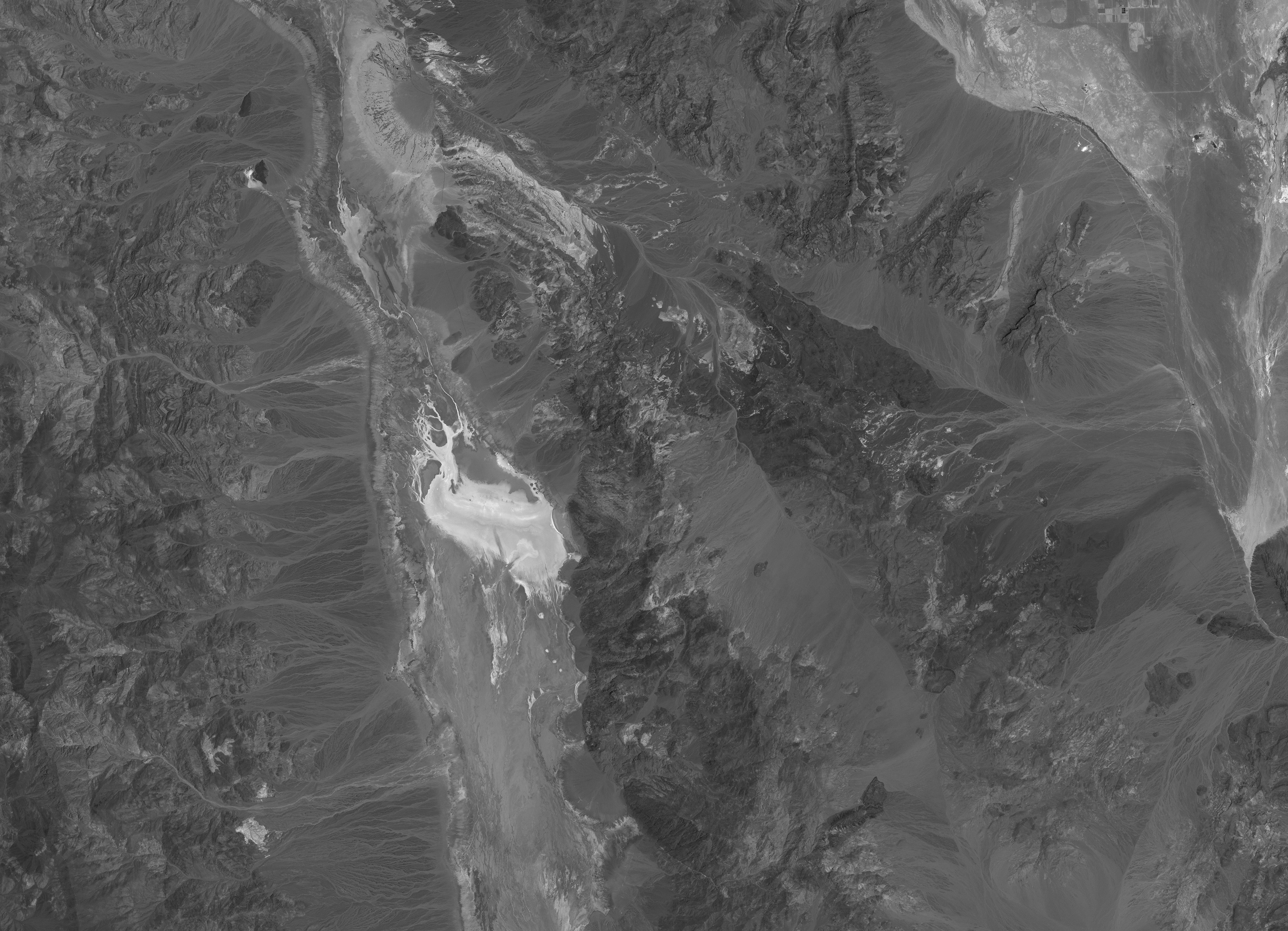
Dante's View,Badwater dal satellite spaziale Landsat

- a Nord si vede una parte del Devil's Golf Course (Campo da Golf del Diavolo), dove sembra una grande brillante onda marina spumeggiante e invece è solida salgemma (halite). Questa crosta di sale è spessa circa da 0,90 a 1,8 metri e i suoi contorni cambiano aspetto quando raramente piove durante la stagione invernale. Allora si formano delle piccole pozze di acqua nelle quali il sale si scioglie per cristallizzarsi di nuovo appena sale la temperatura e l'acqua evapora nella stagione estiva.
- a Nord-Ovest direttamente sotto a Dante's View c'è Badwater.

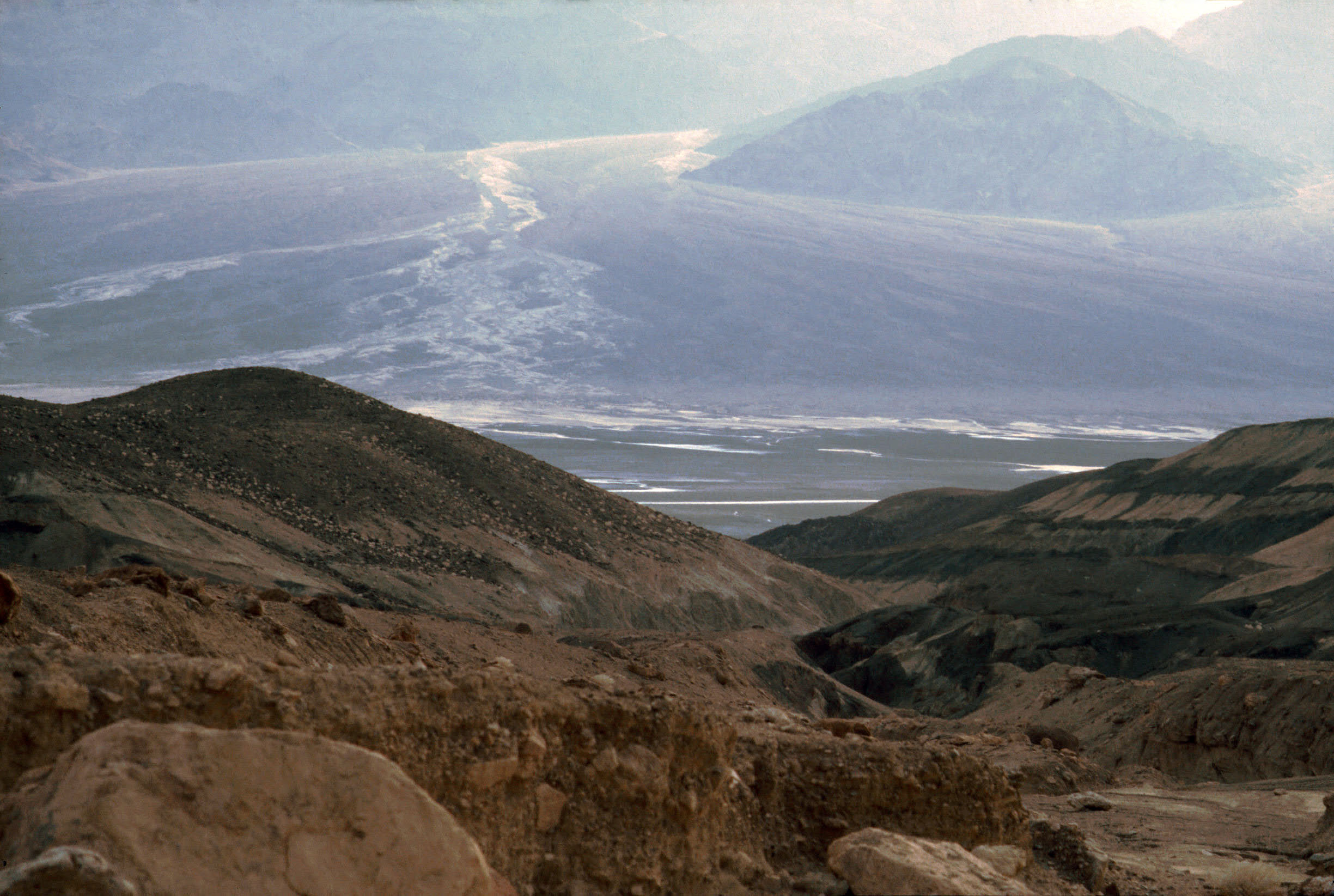
Dante's View,Fiumi di sale si riversano dalla catena del Panamint

- Di fronte a Dante's View, verso Ovest si vedono le Montagne del Panamint con le cascate di sale che sembrano fiumi, discendere dai canaloni del Trail Canyon, del Death Valley Canyon e del Hanaupah Canyon. Alcune strade sterrate raggiungono quasi la cima di questi canaloni, senza tuttavia congiungersi alla strada che conduce a Telescope Peake 3.367 m. visibile a circa 20 chilometri dritto di fronte. Qui il terreno è molto scosceso ed è proprio su questi canaloni che gli sfortunati pionieri del 1849 tentarono ripetutamente di trovare un attraversamento senza riuscirvi.

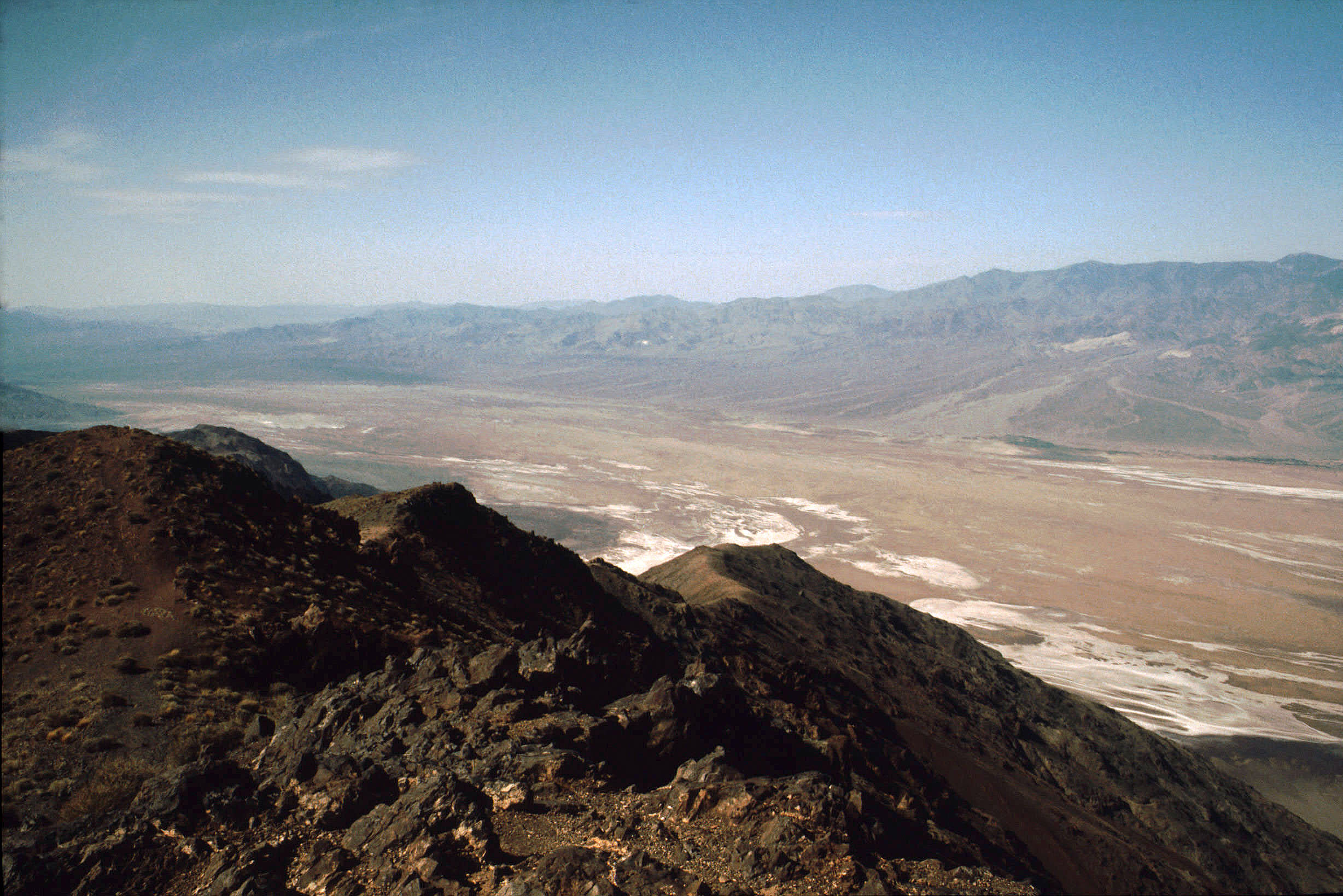
Dante's View verso Sud

- Da Dante's View verso Sud, le Owlshead Mountains
- A Est si vede il Deserto dell'Amargosa in Nevada che scorre verso le Black Mountains. Si vede il Great Basin Ranges, che culmina con Charleston Peak 3.632 metri nelle Spring Mountains (Montagne della Sorgente), vicino a Las Vegas in Nevada.

## Etimologia
Il nome Dante deriva da Dante Alighieri, che nella Divina Commedia descrisse i nove gironi dell'Inferno, le sette terrazze del Purgatorio e le nove sfere del Paradiso.
Nell'aprile del 1926, alcuni sovraintendenti di finanza della Pacific Coast Borax Company e uomini d'affari della ferrovia informati del potenziale turistico della Valle della Morte, stavano cercando una posizione con la migliore vista sulla Valle della Morte. Avevano quasi scelto Chloride Cliff nelle Funeral Mountains quando l'aiuto sceriffo di Greenwater, Charlie Brown li portò su questo picco a poca distanza sulle Black Mountains. Il gruppo immediatamente si persuase e chiamò questo punto Dante's View.
La terrazza Dante's View, a metà fra terra e cielo, è come una terrazza del Purgatorio, dunque il Devil's Golf Corse rappresenta il fondo dei gironi dell'Inferno e Telescope Peak è la settima e ultima terrazza del Purgatorio prima delle sfere del Paradiso.

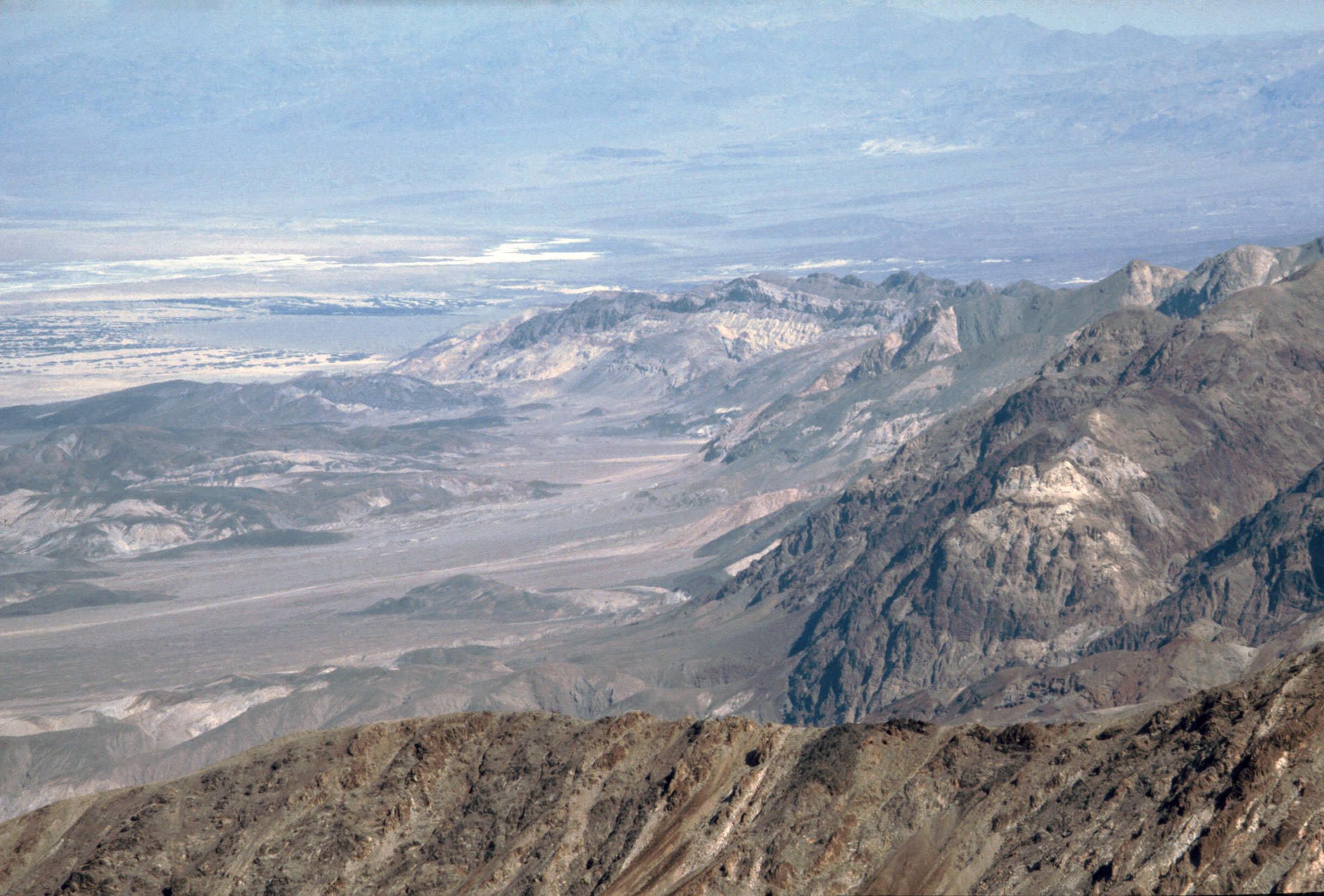
Dante's View verso Nord

## Geologia
Dante's View fa parte delle Black Mountains, parte dell'Amargosa Range, che erano da un punto di vista geologico vulcani dell'Era Mesozoica.
Queste montagne sono state create quando la superficie della Terra era sottoposta a forze spingenti da una parte e a forze traenti dall'altra. La crosta terrestre rispondeva alla trazione di queste forze rompendosi e di conseguenza avvenivano eruzioni di lava che si depositavano sulla precedente roccia sedimentaria.